# Christian Pfeil (Sportfunktionär)
Christian Pfeil (* 18. September 1889; † 30. Juni 1965) war ein deutscher Sportfunktionär.

## Leben
Christian Pfeil wurde 1889 als Sohn des K. K. Hofschauspielers Mathieu Pfeil in Köln geboren. Er studierte in Erlangen, wo er 1914 promoviert wurde. Von 1924 bis 1933 arbeitete er unter anderem als Büro-Leiter des Intendanz-Sekretariats für die Funk-Stunde Berlin. 1934 gründete er die Rugby-Abteilung des Berliner Sport Clubs. Später war er Präsident des Berliner Rugby-Verbandes und von 1953 bis 1965 Vorsitzender des Landessportbundes Berlin.

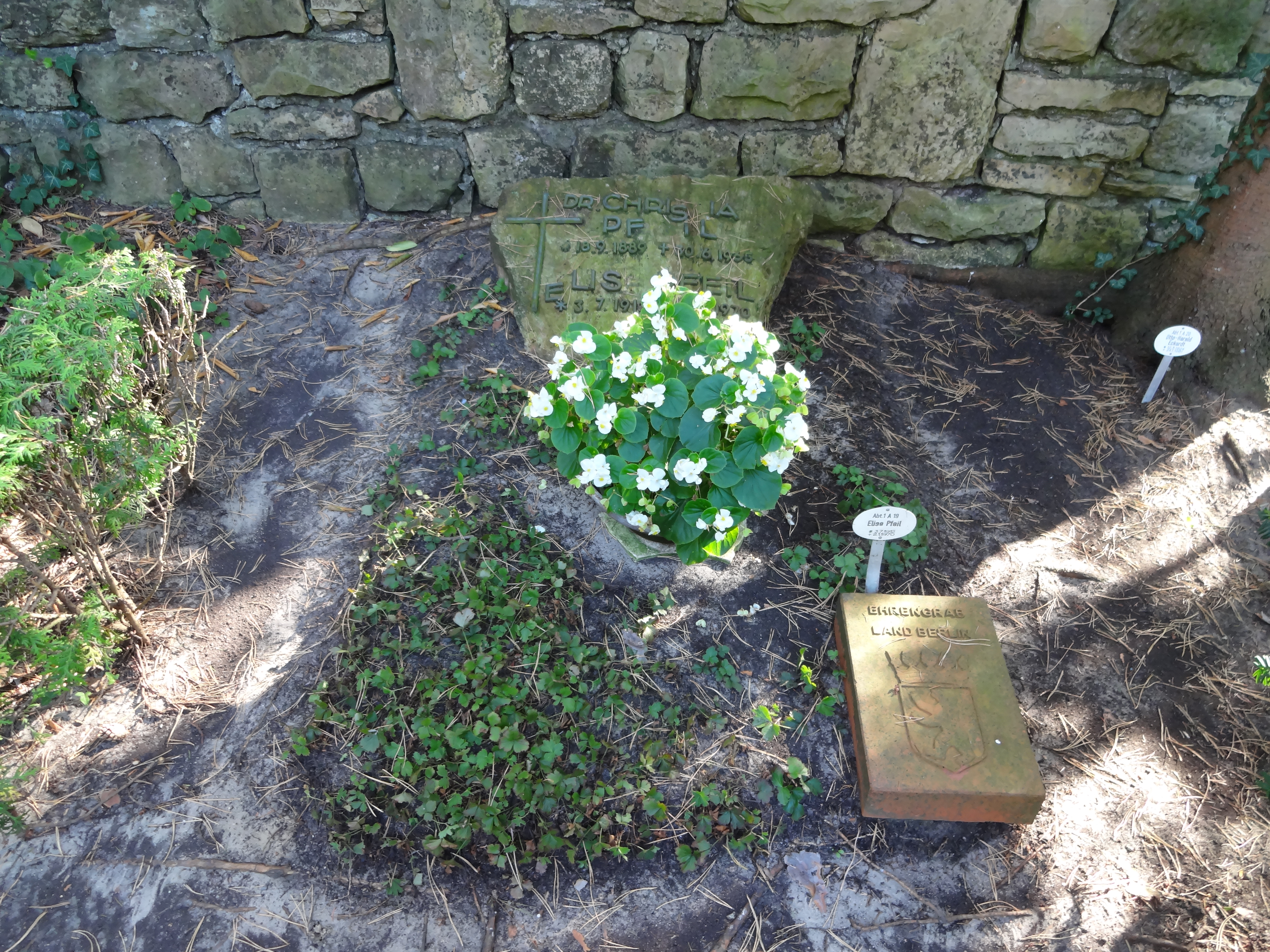
Grabstätte

Er ist auf dem Waldfriedhof Dahlem bestattet. Sein Grab ist seit 1997 als Ehrengrab der Stadt Berlin gewidmet.

## Schriften
- Das Erlebnis der Berge. Keiper, Berlin 1948.
- (Hrsg.): Das Buch vom Sport. Bertelsmann, Gütersloh 1958.

## Ehrungen
Ihm zu Ehren veranstaltet der Ski-Club-Berlin heute noch einmal im Jahr den Dr.-Christian-Pfeil-Gedächtnis-Herbstwaldlauf.